# Fred. Olsen Energy
Fred. Olsen Energy (OSE: FOE
) er en norsk offshore borerigs-virksomhed. Selskabet er en del af Fred. Olsen Group og opererer indenfor service til offshoreindustrien og indenfor efterforskning og produktion af olie og naturgas. Desuden drives det nordirske skibsværft Harland & Wolff. Omsætningen i koncernen var i 2010 på 6,019 mia. norske kroner.
Fred. Olsen Energy har hovedkvarter i Oslo og kontorer i Stavanger, Storbritannien, Brasilien, Mexico, Ungarn, Indien, USA og Singapore. Virksomheden blev etableret i 1997 og selskabet er børsnoteret på Oslo Børs. De største aktionærer er virksomhederne Bonheur og Ganger Rolf ASA, som kontrolleres af Olsen-familien.
Fartøjer som ejes og drives:
- 1 ultradybhavsboreskib – 3.000 meters vanddybde
- 1 dybhavsborerig - 2.100 meters vanddybde
- 6 midtvands semi submersible borerig
- 1 UK certificeret semi submersible indkvarteringsrig